# Zuragkogel
De Zuragkogel is een 2895 meter hoge berg in de Ötztaler Alpen in het Oostenrijkse Tirol.
De berg ligt in de Kaunergrat, hemelsbreed een kilometer ten noorden van de Rifflsee. De top ligt in een bergkam, die in oostwestelijke richting verloopt en waarin ook de Seekarlesschneid (3207 meter), Hohe Kogel (3047 meter), de Brandkogel (2676 meter) en de Steinkogel (2632 meter) gelegen zijn.
Vanaf de Brandkogel ziet de Zuragkogel eruit als een vulkaantop. De graten van de Zuragkogel bestaan uit brokkelig gesteente. De route die de eerste beklimmers F. Sarlay en J. Albert in 1901 namen, voerde via de Steinkogel over de noordoostelijke graat naar de top. De meest gangbare route loopt thans echter over de zuidelijke graat. De klim naar de top is gemarkeerd met steenmannetjes.